# Maria Rita de Portugal
Maria Rita de Portugal   (Lisboa, 22 de maig de 1731 - Lisboa, 27 de novembre de 1808) va ser una religiosa portuguesa, filla il·legítima del rei Joan V de Portugal.
Va néixer el 22 de maig de 1731 fruit d'una relació extramatrimonial, filla de Luísa Clara de Portugal i el rei Joan V de Portugal. La mare, que era coneguda pel sobrenom «Flor da Murta», era una dama de la casa de la reina, casada i amb tres fills, i hom afirma que també va ser mare de Gaspar i José de Bragança, coneguts com els Nens de Palhavã. Antonio Caetano de Sousa va afirmar que Rita era filla legítima de Jorge de Menezes, marit de Luísa Clara, tanmateix, això ben aviat es va descartar, més tenint en compte que Menezes no va suportar l'escàndol i va decidir retirar-se i recloure's a la seva finca de Terrugem, on va morir el 24 de setembre de 1736. Eventualment Maria Rita va esdevenir monja i va professar al convent de Santos-o-Novo, de Lisboa. Va ser coneguda també pel mateix sobrenom que la seva mare. Mai va amagar el seu origen reial, al contrari, hom afirma que es vantava de ser filla del monarca, sovint portava un penjoll de gran valor al coll i mostrava l'efígie de Joan V vanagloriant-se de la semblança que tenien. Va morir a Lisboa el 27 de novembre de 1808, segons Pimentel, va ser enterrada al l'església de Madre de Deus, al mateix convent.